# Amsterdam Underground Festival
Het Amsterdam Underground Festival is een meerdaags festival, waarbij op artistieke wijze ondergrondse ruimtes en locaties in Amsterdam exclusief en eenmalig worden opengesteld. Het Festival bestaat uit muziek, film, dans, theater en beeldende kunst. Daarnaast worden er ook rondleidingen gehouden en lezingen, workshops en kindervoorstellingen gegeven. Daarbij wordt informatie over de locaties verschaft.

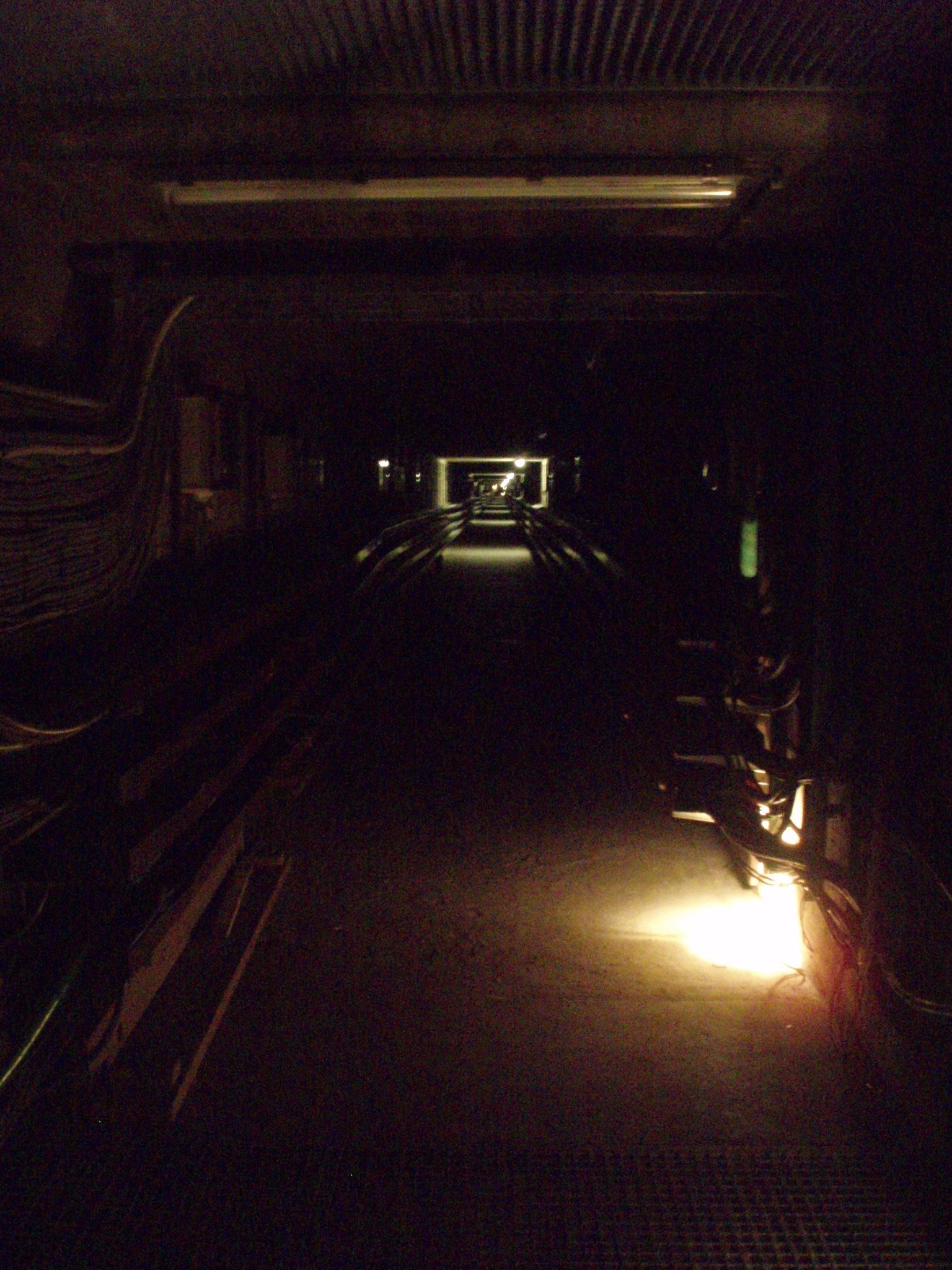
De vluchtweg van de IJtunnel, een locatie tijdens het Festival in 2007

Het festival wordt georganiseerd door Stichting Amsterdam Underground Festival, dat in 2005 speciaal werd opgericht voor de initiatie en de productie van het jaarlijkse  festival. Het bestuur bestaat uit zeven personen uit verschillende sectoren. Voorzitter is momenteel Fleur Gieben.
De vormgeving wordt verzorgd door studenten aan de Willem de Kooning Academie in Rotterdam. Zij kunnen op de locaties op innovatieve wijze experimentele producties opzetten.
Tijdens de eerste editie van het Amsterdam Underground Festival in 2006 konden Torensluis Brug 9, de Nieuwmarkt Waterloop en de Kortjewansbrug bezocht worden. Bij de editie van 2007 werden Caisson 1 bij het Damrak en drie locaties rondom het IJ opengesteld, te weten het zogenoemde Oog van het IJ, Brugkelder 485 en Onder het IJ.